# Butterfield (Missouri)
Butterfield és una població dels Estats Units a l'estat de Missouri. Segons el cens del 2000 tenia 397 habitants.

## Demografia
Segons el cens del 2000, Butterfield tenia 397 habitants, 136 habitatges, i 102 famílies. La densitat de població era de 365 habitants per km².
Dels 136 habitatges en un 43,4% hi vivien nens de menys de 18 anys, en un 56,6% hi vivien parelles casades, en un 13,2% dones solteres, i en un 24,3% no eren unitats familiars. En el 22,1% dels habitatges hi vivien persones soles el 9,6% de les quals corresponia a persones de 65 anys o més que vivien soles. El nombre mitjà de persones vivint en cada habitatge era de 2,92 i el nombre mitjà de persones que vivien en cada família era de 3,44.
Per edats la població es repartia de la següent manera: un 34% tenia menys de 18 anys, un 11,8% entre 18 i 24, un 28,2% entre 25 i 44, un 20,2% de 45 a 60 i un 5,8% 65 anys o més.
L'edat mediana era de 28 anys. Per cada 100 dones de 18 o més anys hi havia 98,5 homes.
La renda mediana per habitatge era de 24.706 $ i la renda mediana per família de 28.000 $. Els homes tenien una renda mediana de 20.417 $ mentre que les dones 18.750 $. La renda per capita de la població era de 9.460 $. Entorn del 19,8% de les famílies i el 19,9% de la població estaven per davall del llindar de pobresa.

## Poblacions més properes
El següent diagrama mostra les poblacions més properes.